# Novodamus nodatus
Novodamus nodatus är en spindelart som först beskrevs av Karsch 1878.  Novodamus nodatus ingår i släktet Novodamus och familjen Nicodamidae. Inga underarter finns listade i Catalogue of Life.